# Saint-Didier-au-Mont-d’Or
Saint-Didier-au-Mont-d’Or ist eine französische Gemeinde mit 7405 Einwohnern (Stand: 1. Januar 2022) in der Métropole de Lyon in der Region Auvergne-Rhône-Alpes. Sie gehört administrativ zum Arrondissement Lyon und war bis 2015 Teil des Kantons Limonest. Die Einwohner werden Désidériens genannt.

## Geographie
Saint-Didier-au-Mont-d’Or liegt nördlich von Lyon. Umgeben wird es von den Nachbargemeinden Poleymieux-au-Mont-d’Or im Norden, Saint-Cyr-au-Mont-d’Or im Osten, Lyon im Süden, Champagne-au-Mont-d’Or im Südwesten sowie Limonest im Westen und Nordwesten.

## Geschichte
1381 wurde die Kirche Saint-Didiers befestigt, damit von dort aus das Château von Saint-Cyr-au-Mont-d’Or geschützt werden sollte.
Während der Französischen Revolution hieß der Ort Simoneau-au-Mont-d’Or.
Im Dezember 1900 wurde die Gemeinde geteilt und der südwestliche Teil als Champagne-au-Mont-d’Or eigenständig.

## Bevölkerungsentwicklung
| Jahr                       | 1962 | 1968 | 1975 | 1982 | 1990 | 1999 | 2006 | 2011 |
| -------------------------- | ---- | ---- | ---- | ---- | ---- | ---- | ---- | ---- |
| Einwohner                  | 3475 | 3872 | 4648 | 5115 | 5967 | 6154 | 6340 | 6411 |
| Quellen: Cassini und INSEE |      |      |      |      |      |      |      |      |

## Gemeindepartnerschaft
Mit der italienischen Gemeinde Campagnano di Roma in der Provinz Rom (Latium) besteht seit 2012 eine Partnerschaft.

## Sehenswürdigkeiten

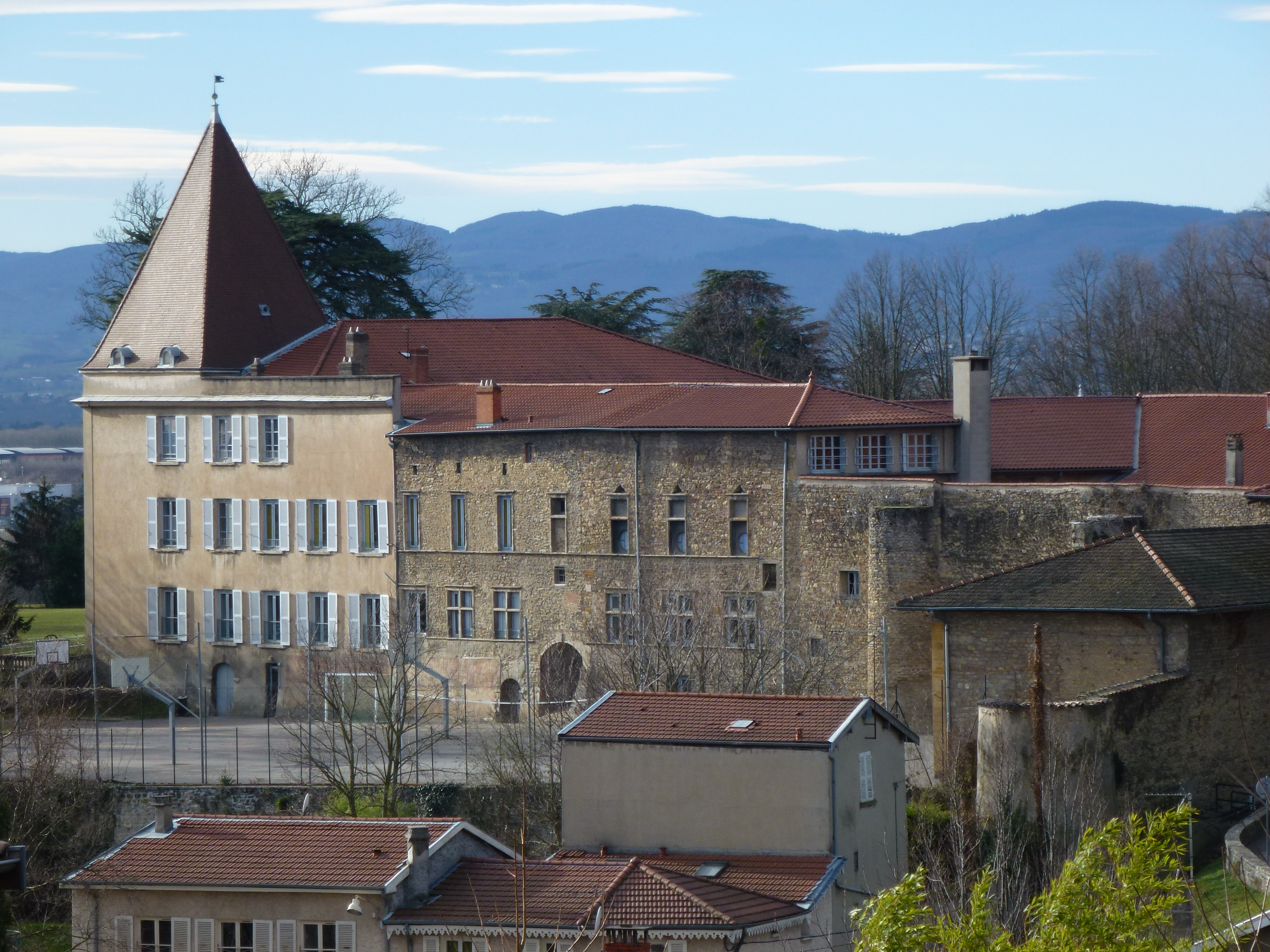
Château de Fromente

- Château de Fromente, mittelalterlicher Wehrbau
- Château du Mont-d’Or, im 17. Jahrhundert errichtet,
- Château Mouterde, im 17. Jahrhundert errichtet
- Château de Saint-André du Coing, im 16. Jahrhundert errichtet, Monument historique seit 2007
- Château de Rochecardon, in der Renaissance (17. Jahrhundert) ergänzter Bau aus dem 13. Jahrhundert
- Kapelle von Saint-Fortunat, gotischer Bau

## Persönlichkeiten
- Laurent Bonnevay (1870–1957), Politiker und Jurist